# Streptocarpus malachiticola
Streptocarpus malachiticola — вид рослин із родини геснерієвих (Gesneriaceae), ендемік провінції Катанга, Д. Р. Конго.

## Опис
Streptocarpus malachiticola відрізняється від S. goetzei залозисто-запушеною квітконіжкою з коротшими змішаними незалозистими волосками, залозисто-запушеною чашечкою, меншим віночком із залозистими волосками назовні, залозисто-запушеною зав'яззю, помітно коротшою коробочкою. Верхня губа віночка має сильно розширені частки, що також відрізняє від S. goetzei. Відрізняється від S. compressus строго однолистовою звичкою, залозисто-запушеною чашечкою, коротшою нижньою губою віночка, синьо-фіолетовим віночком з блідо-білуватим піднебінням, формою верхніх часток і сильніше звуженим ротом, коротшою коробочкою.

## Поширення
Ендемік провінції Катанга Демократична Республіка Конго. Населяє затінені вертикальні кремнієві породи, часто на металоносних як малахіт, або рідше на немінералізованих породах, висота 1200–1500 метрів. Малахіт — мінерал гідроксиду карбонату міді [Cu2CO3(OH)2]; він часто це є результатом вивітрювання мідних руд.

## Етимологія
Вид названий на честь порід, які є найкращим місцем проживання для цього виду.